# Lijst van gemeentelijke monumenten in Leeuwarden (gemeente)
De gemeente Leeuwarden kent 321 gemeentelijke monumenten. Hieronder een overzicht. 

## Goutum
De plaats Goutum kent 5 gemeentelijke monumenten:
| Object                          | Bouwjaar | Architect | Locatie               | Coördinaten                   | Nr.      | Afbeelding                      |
| ------------------------------- | -------- | --------- | --------------------- | ----------------------------- | -------- | ------------------------------- |
| Vm. pastorie                    |          |           | Buorren 6             | 53° 10' 41" NB, 5° 48' 12" OL | 0080/132 | Vm. pastorie                    |
| Bakkerswoning c.a. en koetshuis |          |           | Buorren 17            | 53° 10' 42" NB, 5° 48' 23" OL | 0080/136 | Bakkerswoning c.a. en koetshuis |
| Kosterij met paardenstal        |          |           | Buorren 19            | 53° 10' 42" NB, 5° 48' 24" OL | 0080/12  | Kosterij met paardenstal        |
| Hekwerk om kerkhof              |          |           | Buorren ong. (bij 23) |                               | 0080/13  | Upload foto                     |
| Boerderij (stelp)               |          |           | Overijsselseweg 16    | 53° 10' 42" NB, 5° 47' 33" OL | 0080/137 | Upload foto                     |

## Hempens
De plaats Hempens kent 1 gemeentelijk monument:
| Object   | Bouwjaar | Architect | Locatie   | Coördinaten                   | Nr.    | Afbeelding  |
| -------- | -------- | --------- | --------- | ----------------------------- | ------ | ----------- |
| Woonterp |          |           | De Hoek 1 | 53° 10' 45" NB, 5° 50' 43" OL | 0080/4 | Upload foto |

## Huizum
De plaats Huizum kent 3 gemeentelijke monumenten:
| Object                                   | Bouwjaar | Architect              | Locatie            | Coördinaten                   | Nr.      | Afbeelding                               |
| ---------------------------------------- | -------- | ---------------------- | ------------------ | ----------------------------- | -------- | ---------------------------------------- |
| Rijwielfabriek                           |          |                        | Schrans 22-24      | 53° 11' 46" NB, 5° 47' 51" OL | 0080/143 | Rijwielfabriek                           |
| Kantoorgebouw brandverzekering OBAS 1815 | 1926     | H.H. Kramer en J. Gros | Schrans 57-59      | 53° 11' 45" NB, 5° 47' 55" OL | 0080/354 | Kantoorgebouw brandverzekering OBAS 1815 |
| Schoolgebouw (Christelijk Gymnasium)     |          |                        | Gymnasiumstraat 36 | 53° 11' 40" NB, 5° 47' 43" OL | 0080/38  | Schoolgebouw (Christelijk Gymnasium)     |

## Leeuwarden
De plaats Leeuwarden kent 299 gemeentelijke monumenten, zie de lijst van gemeentelijke monumenten in Leeuwarden (stad)

## Lekkum
De plaats Lekkum kent 2 gemeentelijke monumenten:
| Object                    | Bouwjaar | Architect | Locatie         | Coördinaten                   | Nr.      | Afbeelding  |
| ------------------------- | -------- | --------- | --------------- | ----------------------------- | -------- | ----------- |
| Vrijstaand woonhuis       |          |           | Buorren 41      | 53° 13' 26" NB, 5° 49' 12" OL | 0080/260 | Upload foto |
| Boerderij (kop-hals-romp) |          |           | Canterlânswei 1 | 53° 13' 40" NB, 5° 49' 27" OL | 0080/134 | Upload foto |

## Snakkerburen
De plaats Snakkerburen kent 1 gemeentelijk monument:
| Object                    | Bouwjaar          | Architect | Locatie         | Coördinaten | Nr.     | Afbeelding  |
| ------------------------- | ----------------- | --------- | --------------- | ----------- | ------- | ----------- |
| Drenkelingenbegraafplaats | In 1873 aangelegd |           | Oan 'e Dyk ong. |             | 0080/17 | Upload foto |

## Wirdum
De plaats Wirdum kent 11 gemeentelijke monumenten:
| Object                    | Bouwjaar | Architect | Locatie           | Coördinaten                   | Nr.      | Afbeelding  |
| ------------------------- | -------- | --------- | ----------------- | ----------------------------- | -------- | ----------- |
| Notabele woning           |          |           | Greate Buorren 4  | 53° 8' 59" NB, 5° 48' 12" OL  | 0080/154 | Upload foto |
| Notabele woning           |          |           | Greate Buorren 22 | 53° 8' 59" NB, 5° 48' 7" OL   | 0080/155 | Upload foto |
| Burgerwoning              |          |           | Greate Buorren 27 | 53° 8' 57" NB, 5° 48' 8" OL   | 0080/153 | Upload foto |
| Notabele woning           |          |           | Legedyk 2         | 53° 8' 58" NB, 5° 48' 4" OL   | 0080/156 | Upload foto |
| Notabele woning           |          |           | Legedyk 8-10      | 53° 8' 57" NB, 5° 48' 3" OL   | 0080/157 | Upload foto |
| Unitaskerk                | 1925     | Ane Nauta | Legedyk 16-18     | 53° 8' 57" NB, 5° 47' 58" OL  | 0080/35  | Unitaskerk  |
| Notabele woning           |          |           | Legedyk 22        | 53° 8' 56" NB, 5° 47' 59" OL  | 0080/158 | Upload foto |
| Notabele woning           |          |           | Legedyk 24-26     | 53° 8' 56" NB, 5° 47' 59" OL  | 0080/159 | Upload foto |
| Bedrijfsgebouw (smederij) |          |           | Lytse Buorren 10  | 53° 9' 1" NB, 5° 48' 11" OL   | 0080/160 | Upload foto |
| Boerderij (kop-hals-romp) |          |           | Piskhoarnedyk 1   | 53° 10' 30" NB, 5° 47' 18" OL | 0080/284 | Upload foto |
| Brug                      |          |           | Tsjaerderdyk ong. |                               | 0080/135 | Upload foto |

Stateterrein en begraafplaats Loodyk 3 53,16' 8" NB, 5,80'57" OL
De Friese Meren  ·
Harlingen  ·
Heerenveen  ·
Leeuwarden  · Leeuwarderadeel  ·
Ooststellingwerf  ·
Súdwest‑Fryslân  ·
Smallingerland  ·
Weststellingwerf